# Maxim Sergejewitsch Jeprew
Maxim Sergejewitsch Jeprew (russisch Максим Сергеевич Епрев; * 3. Dezember 1988 in der Russischen SFSR) ist ein russischer Eishockeyspieler, der zuletzt beim HK Dynamo Balaschicha in der Wysschaja Hockey-Liga unter Vertrag stand.

## Karriere
Maxim Jeprew begann seine Karriere als Eishockeyspieler in der Nachwuchsabteilung von Witjas Tschechow, für dessen Profimannschaft er in der Saison 2007/08 sein Debüt in der Superliga gab. In seinem Rookiejahr blieb der Verteidiger in acht Spielen punktlos und erhielt 66 Strafminuten. Zur Saison 2008/09 wurde Witjas Tschechow in die neu gegründete Kontinentale Hockey-Liga aufgenommen. In seiner ersten KHL-Spielzeit erhielt er in vier Spielen zwei Strafminuten und blieb punktlos. Parallel zum Spielbetrieb mit Witjas in der KHL lief Jeprew in der Saison 2008/09 für den MHK Krylja Sowetow Moskau in der Wysschaja Liga, der zweiten russischen Spielklasse, auf. In der zweiten Liga gab er in 19 Spielen drei Torvorlagen. 
In der Saison 2009/10 war Jeprew parallel für Witjas in der KHL und für deren Juniorenmannschaft in der erstmals ausgetragenen multinationalen Nachwuchsliga Molodjoschnaja Chokkeinaja Liga aktiv. In der folgenden Spielzeit bestritt der Russe nur zwei Spiele in der gesamten KHL-Saison, ehe er im Mai 2011 von Metallurg Nowokusnezk verpflichtet wurde.

## Statistik
(Stand: Ende der Saison 2010/11)